# Coelogyne lagarophylla
Coelogyne lagarophylla (лат.) — многолетний симподийный эпифит, вид рода Целогина (Coelogyne) семейства Орхидные (Orchidaceae). Эндемик Филиппин.

## Описание

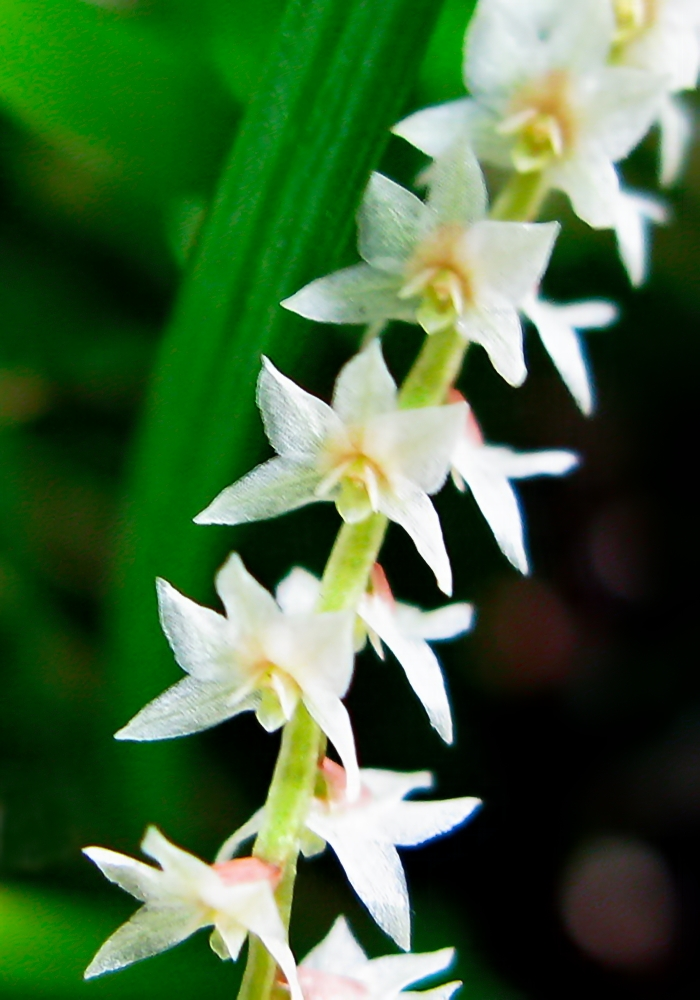
Соцветие D. stenophyllum

Coelogyne lagarophylla — многолетнее растение. Это небольшой, тепло- или прохладно- растущий эпифит со стеблевидными, сужающимися на обоих концах псевдобульбами, несущими один верхушечный травовидный лист, который имеет бороздки по всей длине и выглядет словно он собран в складки. Цветёт в конце лета и начале осени на полусводчатом, слегка согнутом соцветии длиной до 20 см, которое появляется с новым ростом и состоит из 5-10 небольших цветков диаметром около 6 мм, собранные в верхней пятой части соцветия.

## Распространение и местообитание
Coelogyne lagarophylla — эндемик острова Лусон на (Филиппинах). Эпифит, встречающийся в тропических лесах на высоте около 1000 м над уровнем моря. Встречается в горных лесах на высоте 1000 метров. 

## Культивирование
Это растения, достигающие стадии цветения и растущие в горшках. Выращивают Dendrochilum stenophyllum на подставке, в горшке или корзине с субстратом из сфагнума, смешанного с корой или перлитом. Растению необходимо умеренное освещение, без прямых или ярких солнечных лучей и обильный круглогодичный полив. Этото вид выращивают также в поддонах с небольшим количеством воды или на влажных капиллярных матах в поддонах. Растения предпочитают ночные температуры 15-19 градусов и дневные 26-29 градусов. Этот вид любит резкий перепад дневных и ночных температур и прохладный, слегка влажный воздух.